# Hengst Maestoso Austria
Hengst Maestoso Austria ist ein Liebesfilm von Hermann Kugelstadt aus dem Jahr 1956. Er entstand nach dem gleichnamigen Roman von Arthur-Heinz Lehmann.

## Handlung
Der Reitlehrer Georg Hochleitner reist zum Lipizzaner-Gestüt Piber, um den Hengst Maestoso Austria zu sehen. Hochleitner verliebt sich in Gräfin Marika aus Ungarn, die seine Leidenschaft für Pferde teilt. Sie ist im Besitz der kostbaren Stute Deflorata.
Marikas Verlobter Graf Ferencz Szilady, der Bruder ihres verstorbenen Mannes, steht ihrer Liebe zu Georg Hochleitner im Weg. Erst über die Suche nach Maestoso Austria finden Marika und Georg schließlich zusammen. Auch Maestoso Austria und Deflorata werden ein Paar.

## Produktion
Hengst Maestoso Austria wurde im Lipizzanergestüt Piber, in Salzburg, in der Spanischen Hofreitschule und der ungarischen Puszta gedreht. Die Integration von Lipizzanern in den österreichischen Tier- und Heimatfilm war nicht zuletzt im Hinblick auf die Fremdenverkehrswerbung ein nahezu ungeschriebenes Gesetz.
Die Premiere des Films fand am 10. August 1956 in Wien statt.

## Kritik

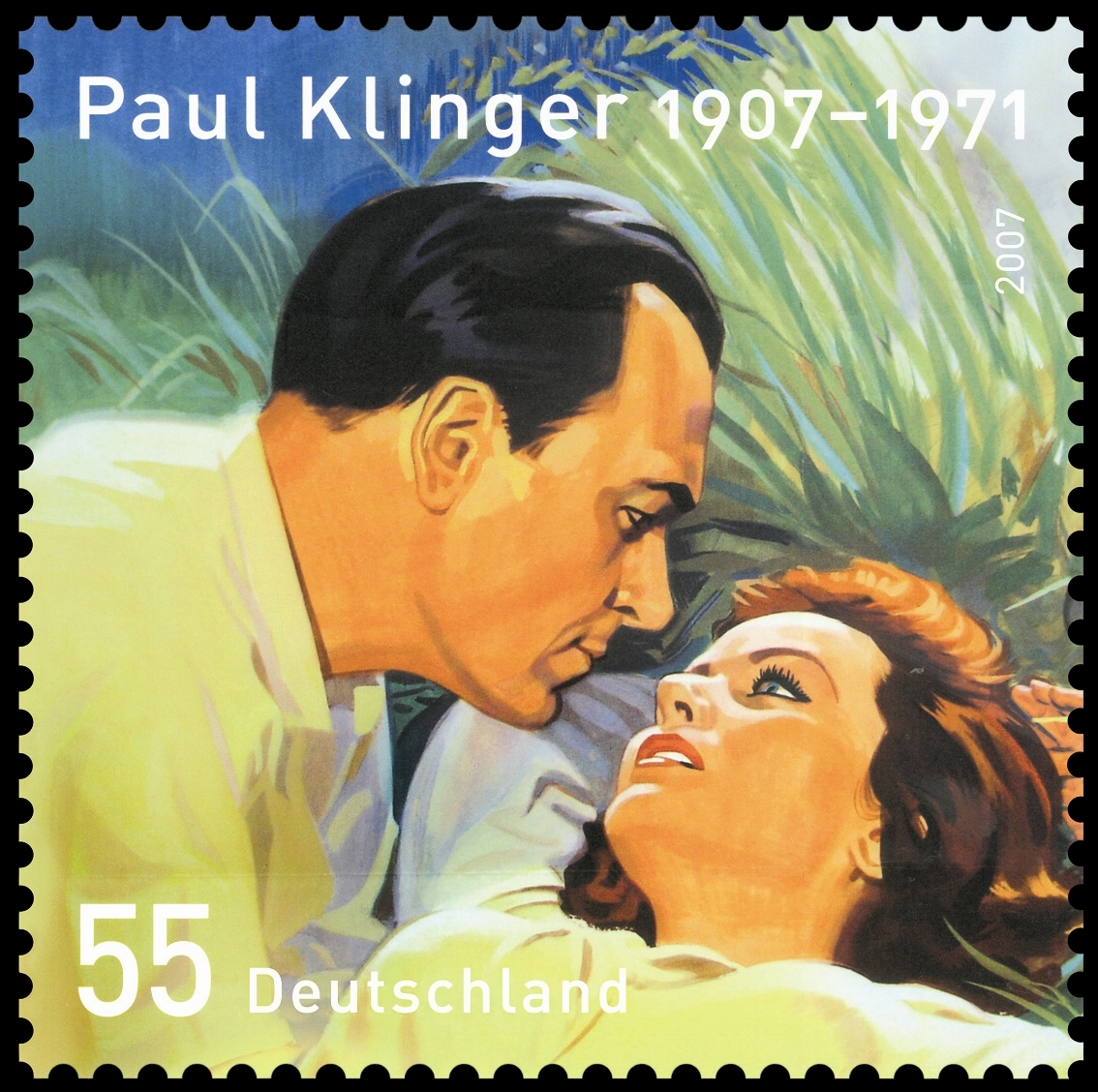
Ausschnitt aus dem Filmplakat auf einer Briefmarke des Jahres 2007

Das Lexikon des internationalen Films bezeichnete Hengst Maestoso Austria als „banale Unterhaltung mit schönen Tieraufnahmen“. Der Filmdienst kritisierte zudem die „platten Witzeleien“.
Andere Kritiker warfen dem Film vor, in einer „nicht zu überbietende[n] Geschmacklosigkeit“ das Heimatfilm-Schema des hohen und niedrigen Paares hier auf die Verbindungen Reitlehrer–Gräfin und Hengst–Stute anzuwenden. Gleichzeitig wendete man ein, dass sich gerade „die Verknüpfung einer Liebesgeschichte mit einem Tierfilm […] nach dem Zeit-Geschmack als besonders erfolgreich erweisen [musste]“.